# کریگ لیندفیلد
کریگ لیندفیلد (انگلیسی: Craig Lindfield؛ زادهٔ ۷ سپتامبر ۱۹۸۸) بازیکن فوتبال اهل بریتانیا است.
از باشگاه‌هایی که در آن بازی کرده‌است می‌توان به باشگاه فوتبال آکرینگتون استنلی، باشگاه فوتبال لیورپول، باشگاه فوتبال نوتس کانتی، باشگاه فوتبال ای. اف. سی بورنموث، باشگاه فوتبال کیدرمینستر هاریرس، باشگاه فوتبال مکلسفیلد تاون، باشگاه فوتبال آکرینگتون استنلی، باشگاه فوتبال چستر، و باشگاه فوتبال یونایتد آف منچستر اشاره کرد.
وی همچنین در تیم ملی فوتبال زیر ۱۹ سال انگلستان بازی کرده‌است.